# Peter Moore (designer)
Peter Moore (né le 21 février 1944 et mort le 29 avril 2022) est un designer américain.
Il a été directeur créatif chez Nike et Adidas des années 1970 à la fin des années 1990.
Moore est crédité comme le créateur des modèles de chaussures de sport Air Jordan 1 et Nike Dunk.
Il a également créé des logos pour les marques de basket-ball, notamment le logo avec une balle et des ailes de Nike Air Jordan, le logo Jumpman et un des logos officiels d'Adidas.